# 아메리칸 이글 (항공사)
아메리칸 이글(영어: American Eagle)은 아메리칸 항공의 지역 지사를 나타내는 항공사 브랜드다. 6개의 개별 지역 항공사가 단거리 및 중거리 항공편을 운항한다. 이 항공사 중 엔보이 항공 (구 아메리칸 이글 항공), 피드몬트 항공, PSA 항공은 아메리칸 항공 그룹의 전액 자회사다.